# スエーリオ
スエーリオ（伊: Sueglio）は、イタリア共和国ロンバルディア州レッコ県にある、人口約100人の基礎自治体（コムーネ）。

## 地理

### 位置・広がり
レッコ県北部のコムーネ。県都レッコから北へ26kmの距離にある。

#### 隣接コムーネ
隣接するコムーネは以下の通り。
- デルヴィオ
- ドーリオ
- ヴァルヴァッローネ

### 気候分類・地震分類
気候分類では、zona F, 3170 GGに分類される。
また、イタリアの地震リスク階級 (it) では、zona 4 (sismicità molto bassa) に分類される。

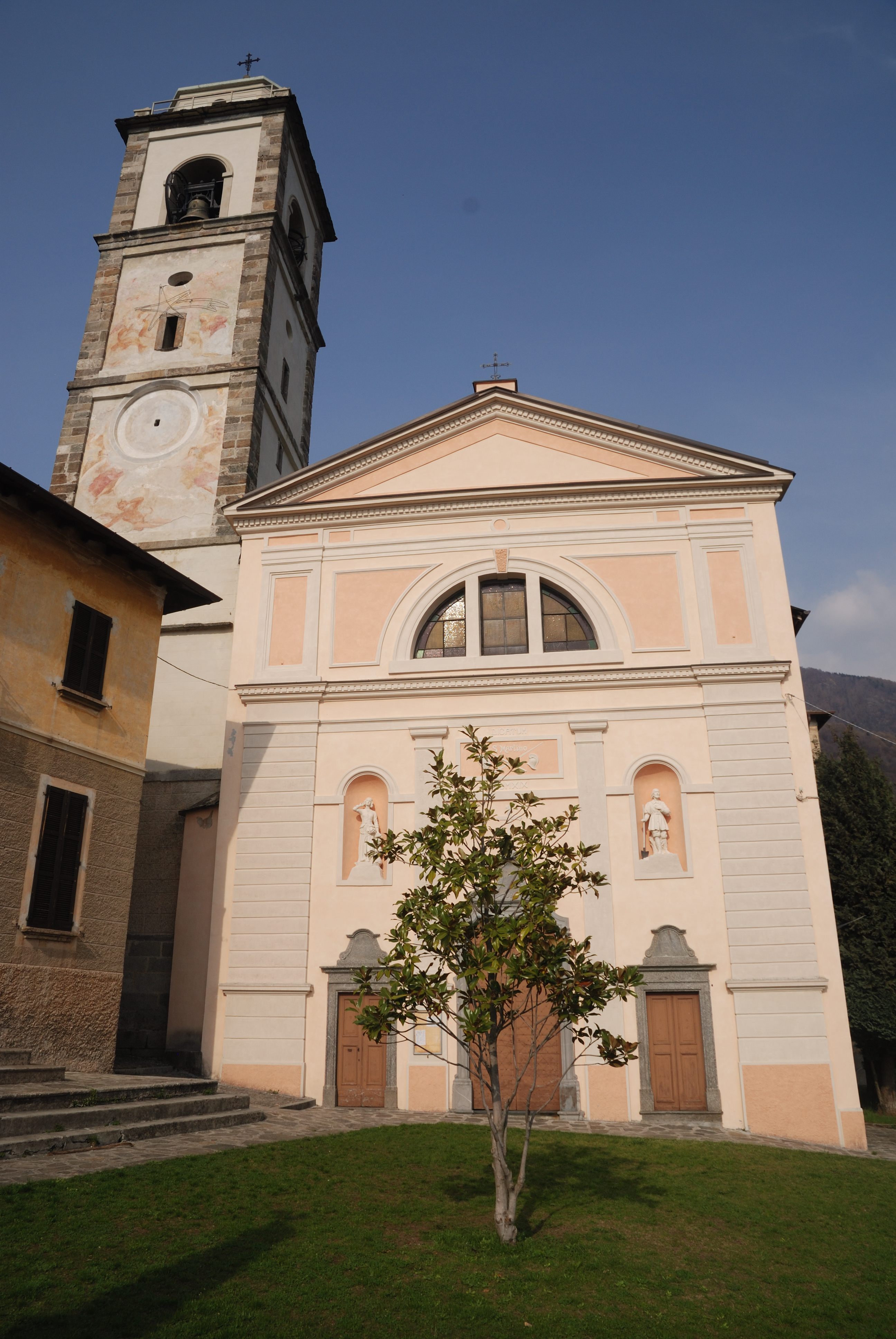
教区教会

## 行政

### 分離集落
スエーリオには、以下の分離集落（フラツィオーネ）がある。
- Loco Toco, Loco Peinano, Sommafiume, Letee, Artesso

### 山岳部共同体
- 広域行政組織である山岳部共同体（イタリア語版）「ヴァルサッシーナ、ヴァルヴァッローネ、ヴァル・デージノ・エ・リヴィエラ山岳部共同体」 (it:Comunità montana della Valsassina, Valvarrone, Val d'Esino e Riviera) （事務所所在地: バルツィオ）に属するコムーネである。